# Хуманоид
Терминът „хуманоид“ се отнася за живо същество или машина, притежаващи приблизително човешка форма. С думата могат да бъдат описани приматите, някои митични създания и роботи, особено в контекста на фантастиката.
Когато хуманоидът е робот, той се нарича андроид.